# Roy Ascott
 (septembre 2012).
Si vous disposez d'ouvrages ou d'articles de référence ou si vous connaissez des sites web de qualité traitant du thème abordé ici, merci de compléter l'article en donnant les références utiles à sa vérifiabilité et en les liant à la section « Notes et références ».
Pour les articles homonymes, voir Ascott.
Roy Ascott, né le 26 octobre 1934 à Bath, est un artiste de l'art télématique. Il est professeur associé au Département Art des Médias à l'École d'Art et d'Architecture de l'Université de Californie, Los Angeles.

## Biographie
Roy Ascott est né en 1934.
Il étudie la peinture avec Victor Pasmore et Richard Hamilton, puis enseigne à la Ealing Art School de Londres. Il est professeur de technoétique à l'Université de Plymouth et membre de la Royal Society of Arts de Londres. 
Il fonde le Centre de recherche avancée dans les arts interactifs et le Centre de recherche en art et technologie (CAIIA-STAR) entre les universités de Wales (Pays de Galles) et de Plymouth[réf. nécessaire].  En 2003, il a créé la plate-forme internationale de recherche avancée "Planetary Collegium" à l'Université de Plymouth avec des nœuds à Milan, Zurich, et Céphalonie[réf. nécessaire].

## Sélection d'ouvrages
- Ascott, R. 2012. 未来就是现在:艺术,技术和意识 [The Future is Now: Art, Technology, and Consciousness]. Beijing: Gold Wall Press.
- Ascott, R. (ed). 2005. Engineering Nature. 2005.Bristiol UK:Intellect.
- Ascott, R.2003. Telematic Embrace: visionary theories of art, technology and consciousness. (E.Shanken, ed.) Berkeley: University of California Press.
- Ascott, R. 2002. Technoetic Arts (Editor and Korean translation: YI, Won-Kon), (Media & Art Series no. 6, Institute of Media Art, Yonsei University). Yonsei: Yonsei University Press
- Ascott, R. 1998. Art & Telematics: toward the Construction of New Aesthetics. (Japanese trans. E. Fujihara). A. Takada & Y. Yamashita eds. Tokyo: NTT Publishing Co.,Ltd.
- Ascott, R. 1999. Reframing Consciousness. Exeter: Intellect.
- Ascott, R. 2000. Art Technology Consciousness. Exeter: Intellect. 2000
- Packer, R. & Jordan, K. (eds). Multimedia: from Wagner to Virtual Reality, New York: Norton, 2001.
- Amelia Jones (ed), The Blackwell Companion to Contemporary Art since 1945 (London: Blackwell, 2005). pp562, 567-9
- Fred Forest Art et Internet, Editions Cercle D'Art / Imaginaire Mode d'Emploi, pp. 26 - 27